# Équipe d'Irlande du Nord féminine de football
Cet article traite de l'équipe féminine. Pour l'équipe masculine, voir Équipe d'Irlande du Nord de football.
Ne pas confondre avec l'Équipe de république d'Irlande féminine de football
Maillots
L’équipe d'Irlande du Nord féminine de football représente l'Irlande du Nord dans le football féminin international. Bien que la plupart des équipes nationales de football représentent un État souverain, les statuts de la FIFA autorisent l'Irlande du Nord, en tant que membre des nations constitutives du Royaume-Uni, à maintenir sa propre équipe nationale qui participe à tous les tournois majeurs, à l'exception du Tournoi olympique féminin de football.
L'équipe a été la moins bien classée par l'UEFA (27e) pour se qualifier pour la phase finale du Championnat d'Europe en Angleterre en 2022. Elle devrait participer à la Coupe du monde pour la première fois en 2035, car elle s'est automatiquement qualifiée en tant que coorganisatrice avec les trois autres nations du Royaume-Uni.
En septembre 2021, la fédération nord-irlandaise annonce que l'équipe féminine senior adopterait une structure professionnelle à plein temps avant l'Euro 2022.

## Classement FIFA
| Année               | 2003 | 2004 | 2005 | 2006 | 2007 | 2008 | 2009 | 2010 | 2011 | 2012 | 2013 | 2014 | 2015 | 2016 | 2017 | 2018 | 2019 | 2020 | 2021 | 2022 | 2023 | 2024 |
| ------------------- | ---- | ---- | ---- | ---- | ---- | ---- | ---- | ---- | ---- | ---- | ---- | ---- | ---- | ---- | ---- | ---- | ---- | ---- | ---- | ---- | ---- | ---- |
| Classement européen |      |      |      |      |      |      |      |      |      |      | 30   | 32   | 33   | 33   | 29   | 30   | 30   | 28   | 27   | 28   | 27   | 25   |
| Classement mondial  | 77   | 83   | 77   | 77   | 77   | 75   | 63   | 64   | 54   | 55   | 57   | 63   | 66   | 59   | 55   | 61   | 56   | 49   | 46   | 47   | 46   | 44   |

## Parcours

### En Coupe du monde
| Édition | Performance                     | J | V | N | D | BP | BC |
| ------- | ------------------------------- | - | - | - | - | -- | -- |
| 1991    | Non qualifiée                   | - | - | - | - | -  | -  |
| 1995    | Non qualifiée                   | - | - | - | - | -  | -  |
| 1999    | Non qualifiée                   | - | - | - | - | -  | -  |
| 2003    | Non qualifiée                   | - | - | - | - | -  | -  |
| 2007    | Non qualifiée                   | - | - | - | - | -  | -  |
| 2011    | Non qualifiée                   | - | - | - | - | -  | -  |
| 2015    | Non qualifiée                   | - | - | - | - | -  | -  |
| 2019    | Non qualifiée                   | - | - | - | - | -  | -  |
| 2023    | Non qualifiée                   | - | - | - | - | -  | -  |
| 2027    | À venir                         | - | - | - | - | -  | -  |
| 2031    | À venir                         | - | - | - | - | -  | -  |
| 2035    | Qualifiée en tant que pays hôte | - | - | - | - | -  | -  |
| Total   | 1/10                            | 0 | 0 | 0 | 0 | 0  | 0  |

### En Championnat d'Europe
| Édition | Performance   | J | V | N | D | BP | BC |
| ------- | ------------- | - | - | - | - | -- | -- |
| 1984    | Non qualifiée | - | - | - | - | -  | -  |
| 1987    | Non qualifiée | - | - | - | - | -  | -  |
| 1989    | Non qualifiée | - | - | - | - | -  | -  |
| 1991    | Non qualifiée | - | - | - | - | -  | -  |
| 1993    | Non qualifiée | - | - | - | - | -  | -  |
| 1995    | Non qualifiée | - | - | - | - | -  | -  |
| / 1997  | Non qualifiée | - | - | - | - | -  | -  |
| 2001    | Non qualifiée | - | - | - | - | -  | -  |
| 2005    | Non qualifiée | - | - | - | - | -  | -  |
| 2009    | Non qualifiée | - | - | - | - | -  | -  |
| 2013    | Non qualifiée | - | - | - | - | -  | -  |
| 2017    | Non qualifiée | - | - | - | - | -  | -  |
| 2021    | 1er tour      | 3 | 0 | 0 | 3 | 1  | 11 |
| 2025    | Non qualifiée | - | - | - | - | -  | -  |
| Total   | 1/12          | 3 | 0 | 0 | 3 | 1  | 11 |

## Effectif
Liste des joueuses sélectionnées pour les rencontres qualificatives à Euro 2025 en novembre 2024.